# Classe de neige
Pour les articles homonymes, voir La Classe de neige.

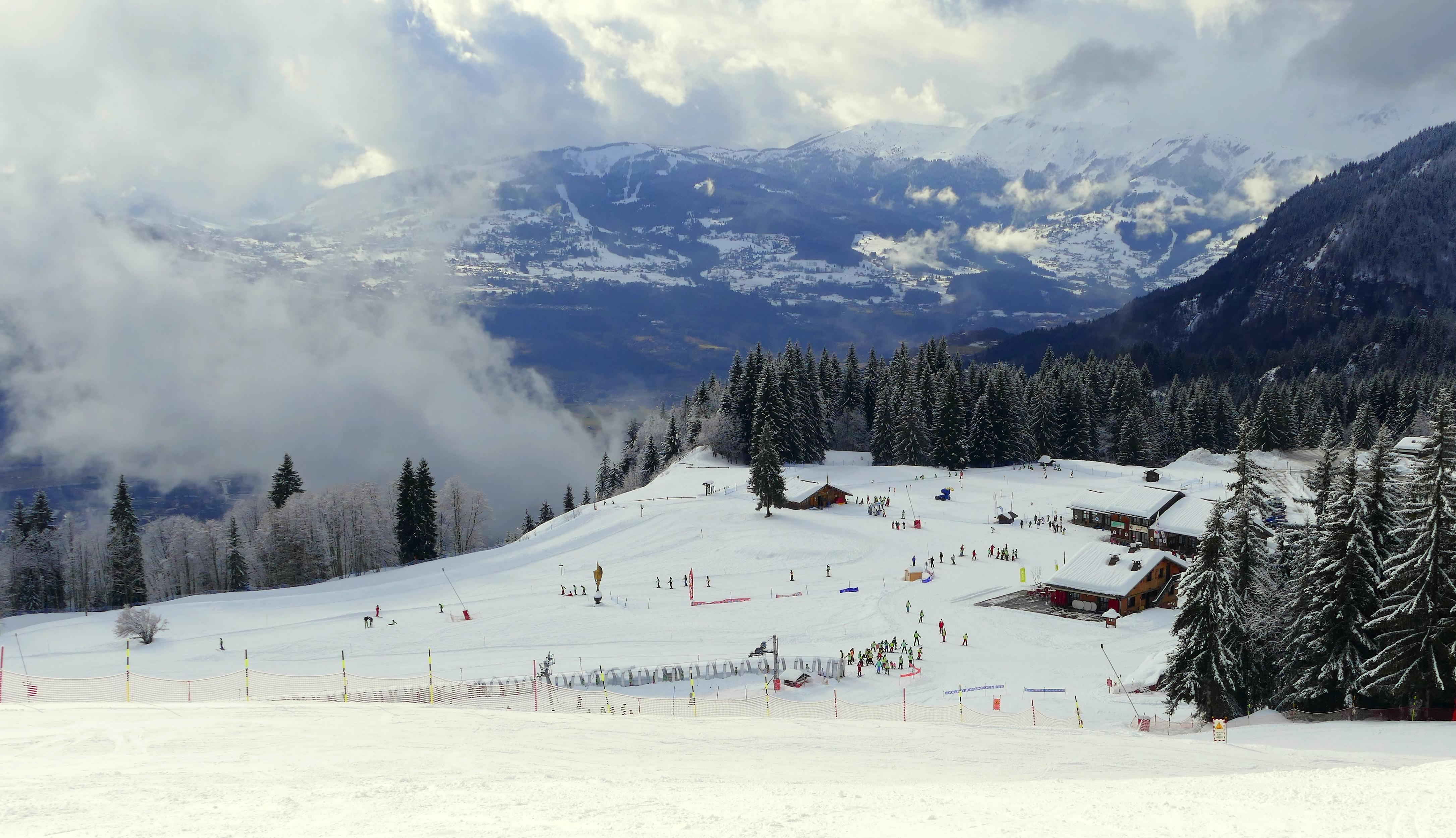
Un rassemblement d'enfants en classe de neige à Passy Plaine-Joux.

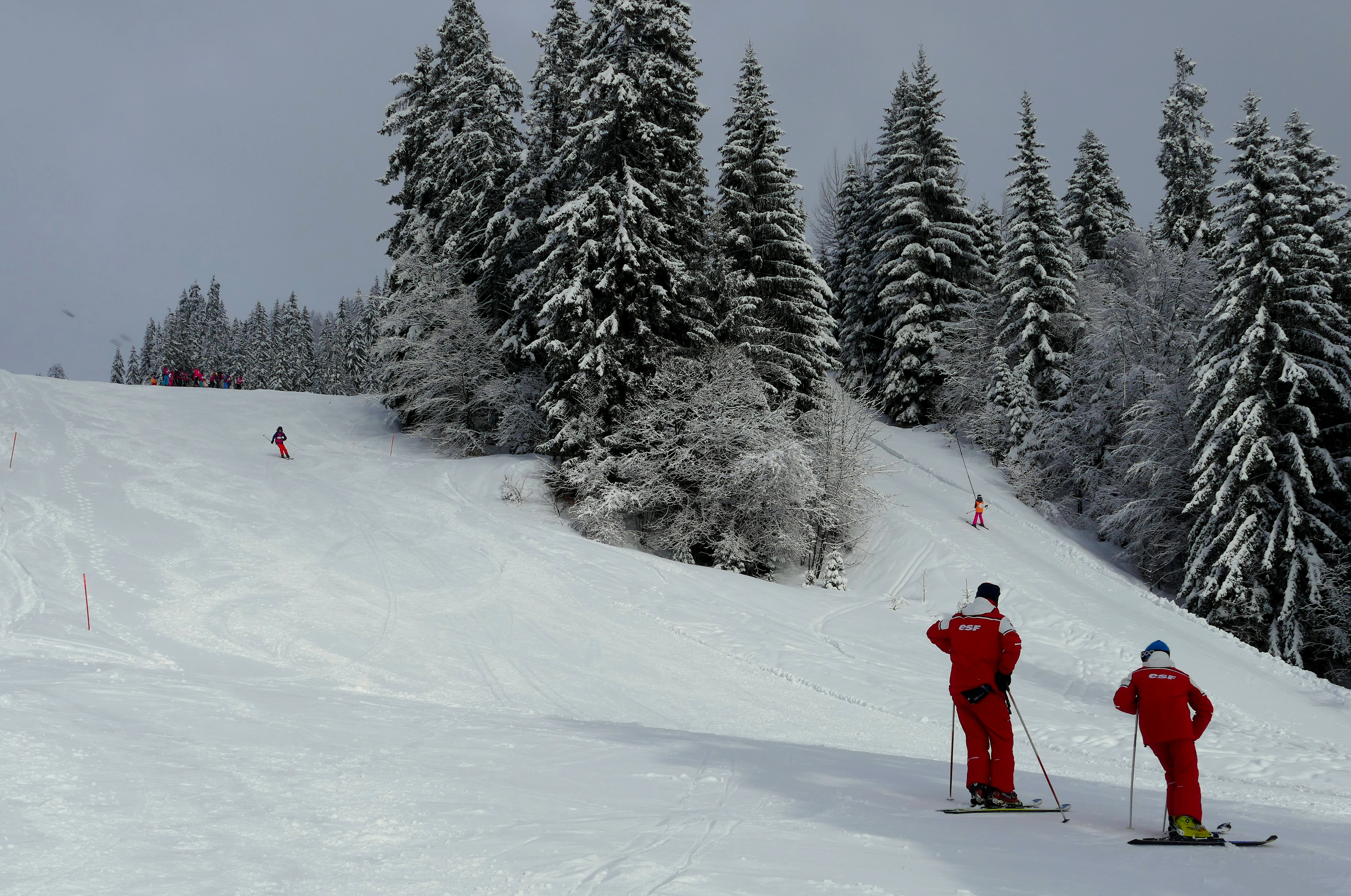
Deux moniteurs de l'École du ski français surveillent une leçon de ski d'enfants en classe de neige à Passy Plaine-Joux.

Une classe de neige est un voyage et un séjour à la montagne organisés par une école durant le temps scolaire, les jeunes élèves continuant à suivre des cours traditionnels tout en découvrant le milieu et en pratiquant les sports d'hiver. 
Elle a été le premier type de ce qui est ensuite appelé de manière générique : classe transplantée ou classe de découverte.

## Historique
Selon le site internet de la station de Praz-sur-Arly, c'est en 1950, dans cette station, qu'a été organisée la première expérience de classe de neige. Elle a été organisée sur l'initiative d'une institutrice et du directeur du cours privé Victor Hugo à Paris. Dès 1953, sous l'impulsion de Max Fourestier, médecin de l'hygiène scolaire et de Maurice David, Directeur général de l'enseignement de la Seine, l'Éducation nationale donne son agrément et d'autres classes commencent à s'organiser. La première mise en œuvre est celle d'une classe de CM2 de l'école publique Gambetta de Vanves.

## Objectifs et principes de la classe transplantée

### Objectifs
L'intérêt pédagogique est de faire sortir des élèves de leur cadre scolaire, ce qui stimule l'apprentissage grâce à un cadre nouveau, aux nombreuses activités organisées et à l'expérience de la vie collective.

### Principes
Se déroulant durant le temps scolaire, en général dans la période de novembre à mai, une classe primaire ou moins fréquemment d'école maternelle ou de collège, se déplace avec son personnel enseignant dans un lieu présentant un intérêt de découverte pour les élèves. 
Reçus en internat, les élèves y passent de une à trois semaines, alternant les cours traditionnels et les activités de découverte et sportives, encadrés par du personnel supplémentaire qualifié. Les plus connues de ces classes transplantées sont les classes dites de neige dédiées aux différentes formes de ski. 
On trouve aussi des classes nature ou classes vertes, dont l'activité sportive peut être l'équitation, l'escalade, la spéléologie, le canoë-kayak, etc. ou n'être consacrées qu'à la découverte du milieu, et enfin le troisième type est la classe de mer, apparue en 1964 et tournée vers la découverte du littoral et des activités nautiques. Une catégorie de nature assez différente est constituée par les séjours linguistiques se déroulant à l'étranger.
Majoritairement, ces classes transplantées s'adressent à de petits citadins afin de leur faire découvrir des régions nouvelles, en première place l'air pur de la montagne ou de la mer. Bénéficiant d'aides municipales, le coût pour les familles est supportable et l'aspect social est mis en avant tout comme le bénéfice pédagogique. Devant leur évolution vers une plus grande diversification en thèmes, durées et destination pédagogique, ces classes sont souvent regroupées maintenant sous le nom générique de classes de découverte.

## Déroulement typique de la classe de neige
Le professeur des écoles accompagne sa classe ; il est secondé par des animateurs-éducateurs diplômés et qualifiés dans les activités d'éveil et de loisirs. Le lieu de séjour est souvent un centre de vacances et l'organisation est prise en charge par des organismes d'éducation populaire agréés par le Ministère de la Jeunesse et des Sports. Le matin, les matières traditionnelles sont étudiées en salle de classe en exploitant les thèmes locaux. 

### La découverte du milieu
L'hébergement est généralement localisé dans de petites stations à vocation familiale et au cours du séjour, les enfants peuvent découvrir les richesses naturelles qui les entourent (promenades d'observation de la faune et de la flore, visites d'artisans et d'exploitations agricoles, etc.). L’enfant est au centre d’un dépaysement total, lui permettant de se rapprocher de la nature pour mieux la connaître et la comprendre. La curiosité des enfants est développée les incitant à faire preuve d’observation et de compréhension entre l’homme et le milieu où il évolue. La sortie consiste à responsabiliser le jeune  sur l’environnement qui l’entoure en l’incitant à avoir une réflexion sur la préservation des milieux naturels.

### La découverte de la vie locale
Les enfants sont directement mis au contact de la vie traditionnelle des habitants, de leur histoire et de leur culture (visites de fermes ou de fromageries, d'artisans pratiquant encore des activités traditionnelles comme le travail du bois).

### La pratique des sports
D'autres activités liées à l'apprentissage du ski alpin qui sont le plus souvent encadrées par des moniteurs professionnels affiliés à l'École du ski français. La formation en ski alpin se termine par un examen de compétence qui récompense la plupart des élèves par l'attribution de la première étoile de l'ESF.
Certaines classes se tournent aussi vers le ski de fond et les randonnées en raquette à neige. En dehors des sports de pistes les enfants peuvent bénéficier d'animations en lien avec la montagne, comme par exemple des balades en raquettes pour découvrir le paysage et évoluer dans la nature.  Ou également rester au contact des animaux par le biais du chien de traineaux.

## Règles de vie
L'esprit collectif est extrêmement important, car il structure la vie de la colonie, et permet le bon déroulement du séjour. Les règles établies permettent de respecter chaque enfant en s'adaptant aux rythmes de vie de chacun par le biais de temps calmes, ou de discussions. L'autonomie des enfants est développée par le biais de la séparation avec les parents, les incitant à prendre différentes initiatives et favorisant l'expression de chacun, leur permettant d'être libres de choisir les animations des temps libres suivant leurs intérêts. Traditionnellement, la visite en groupe d'un commerce de souvenirs est un moment fort à la fin du séjour, chaque enfant dépensant l'argent de poche donné par ses parents pour acheter des cadeaux pour sa famille.